# (2959) Scholl
(2959) Scholl est un astéroïde de la ceinture principale et plus spécifiquement du groupe de Hilda.

## Description
(2959) Scholl est un astéroïde du groupe de Hilda. Il présente une orbite caractérisée par un demi-grand axe de 3,95 UA, une excentricité de 0,28 et une inclinaison de 5,2° par rapport à l'écliptique.

## Compléments